# Roggenmühle Lehndorf
Die Roggenmühle Lehndorf ist eine ehemalige Industriegroßmühle für Getreide aus dem Jahre 1912 im Braunschweiger Stadtteil Lehndorf direkt neben der Auffahrt zur Bundesautobahn 391. Seit ihrer Stilllegung im Jahre 1987 steht sie als Industriedenkmal unter Denkmalschutz.

## Geschichte

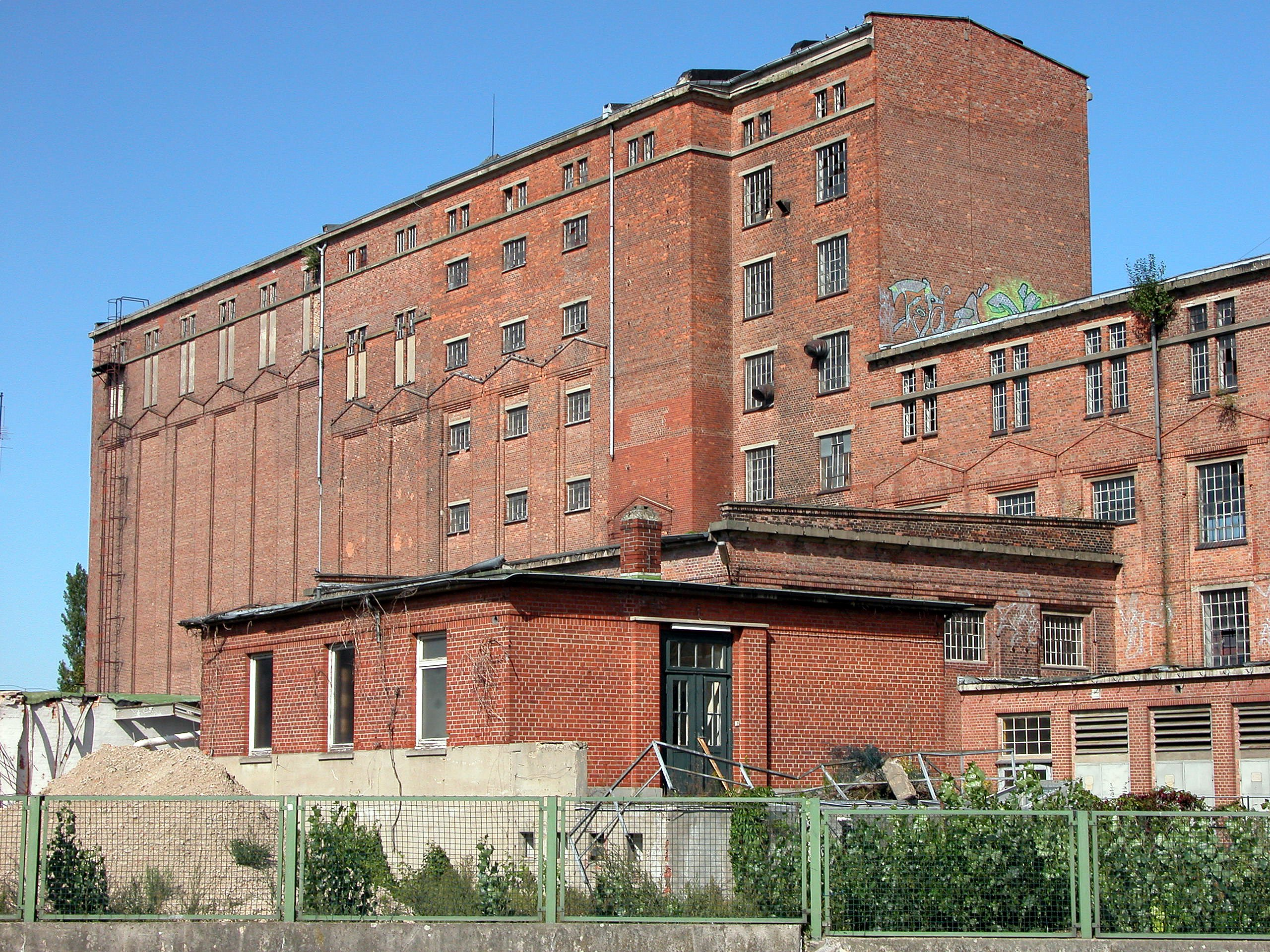
Gesamtansicht der Silos

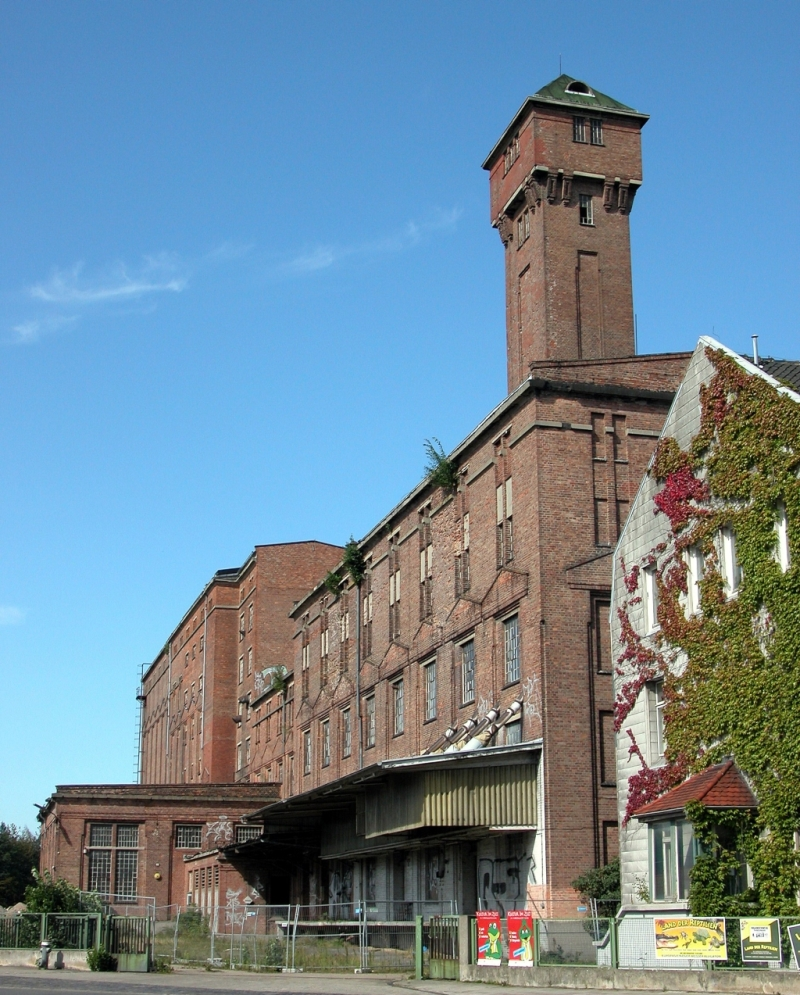
Südansicht

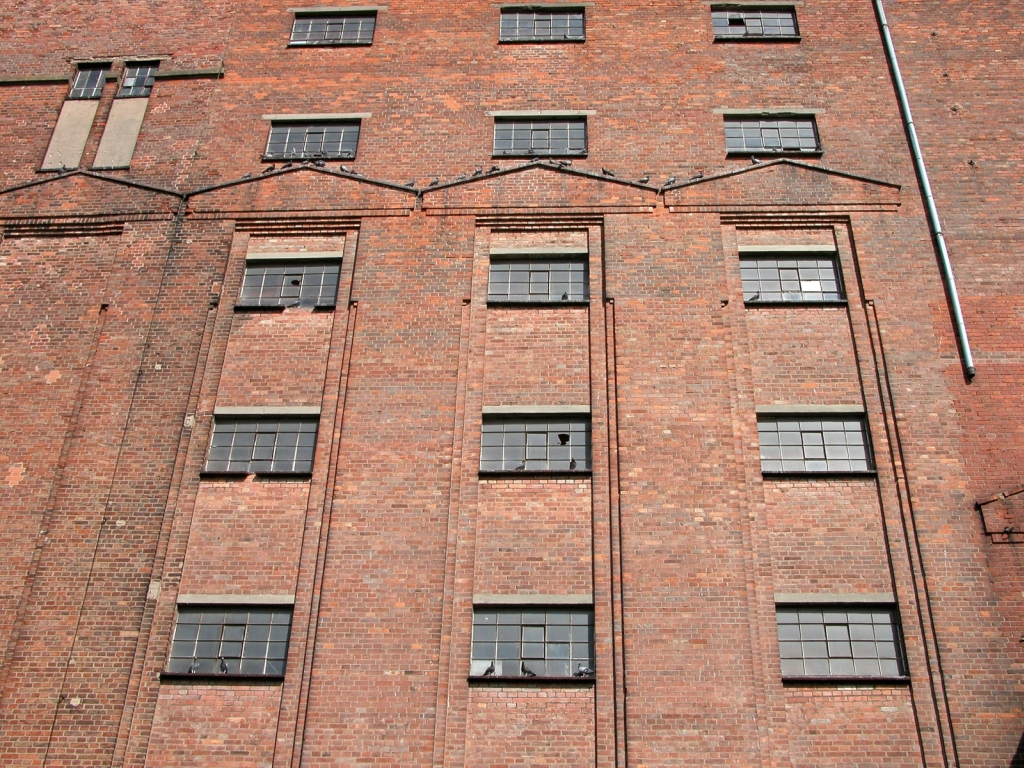
Silowand

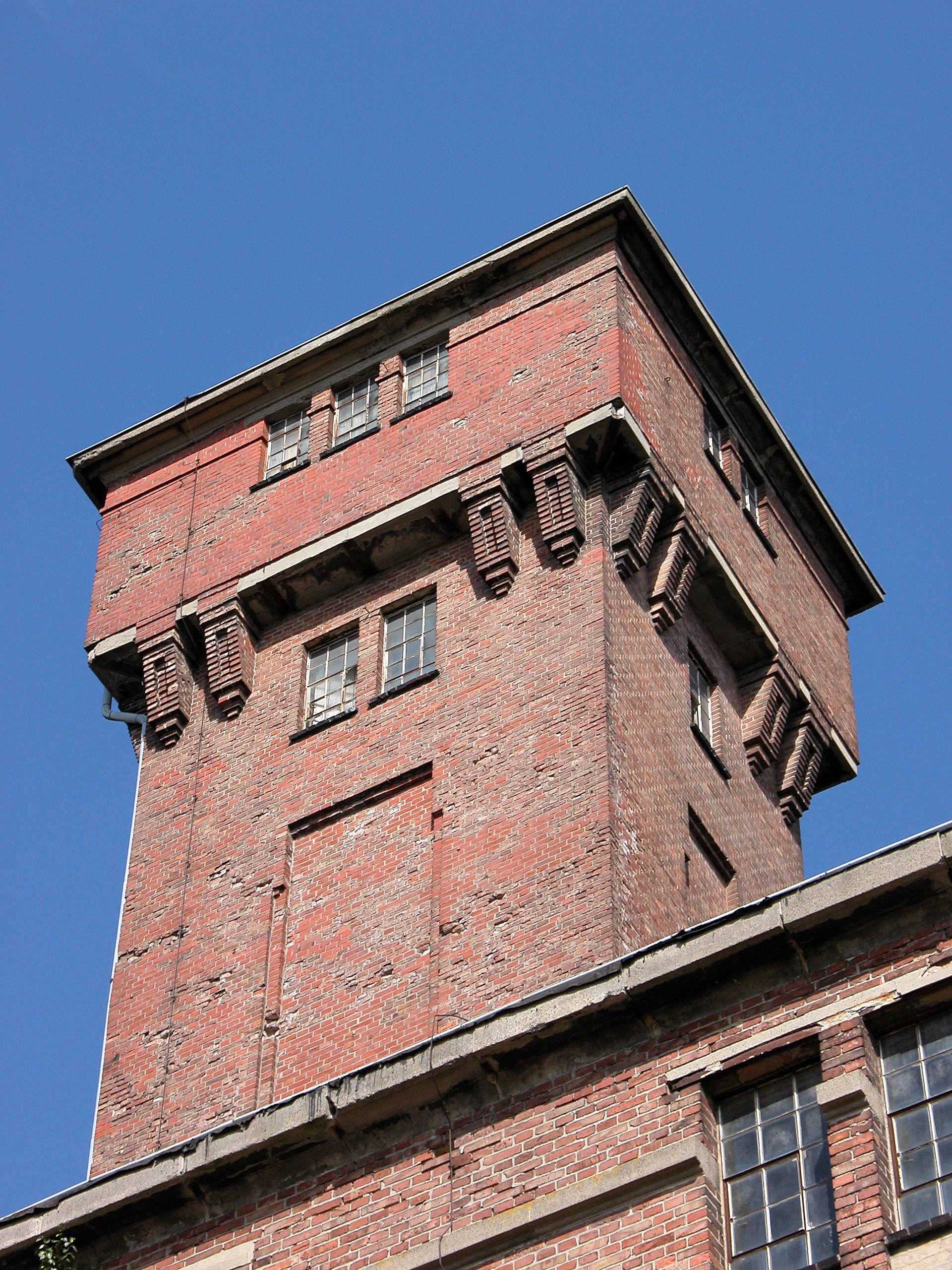
Wasserturm

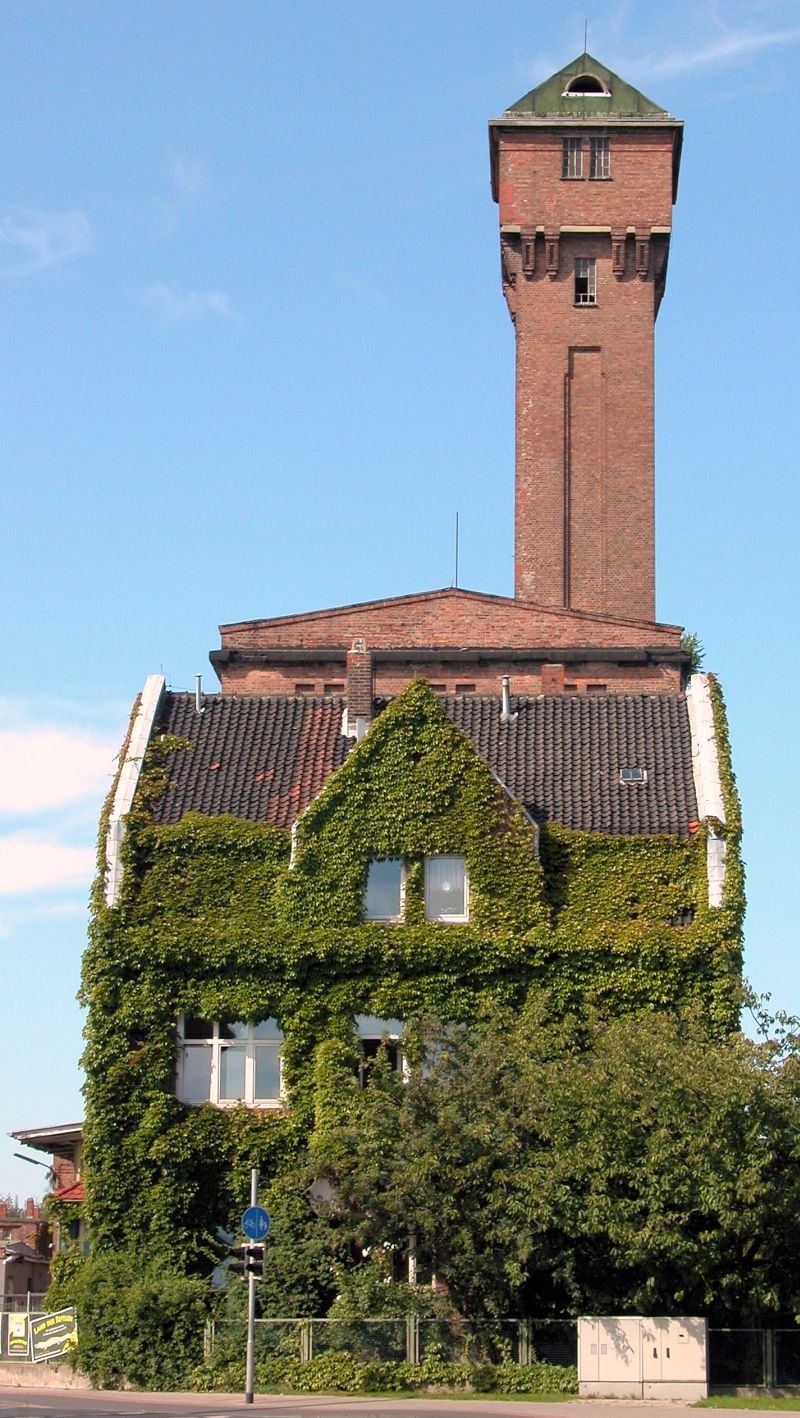
Südostansicht mit Turm

Die Roggenmühle Lehndorf wurde nach ihrer unter Beteiligung der Mühle Rüningen AG erfolgten Gründung 1912 in mehreren Bauabschnitten nach Plänen des Architekten Otto Orlishausen von der Maschinenfabrik und Mühlenbauanstalt G. Luther AG (MIAG) (Braunschweig) in Backstein-Sichtmauerwerk an der Hannoverschen Straße errichtet. Betreiberin war die Braunschweiger Roggenmühle AG. Die Mühle diente lange Zeit als Versuchsanlage für die in der Nähe befindliche MIAG. 1915 wurde ein Kesselhaus angebaut, und 1916 folgte eine Trocknungsanlage. 1934 wurde der Wasserturm zur Sicherheit der Mühle errichtet, um im Falle eines Brandes unabhängig vom städtischen Wassernetz genügend Wasserdruck für die Sprinkleranlage zur Verfügung zu haben. Der markante Turm bildet das Wahrzeichen der Mühle sowie Lehndorfs.
In ihrer fast hundertjährigen Geschichte brannte die etwa 100 m lange und bis zu 30 m hohe Mühle (ohne Turm) drei Mal: Das erste Mal 1913, allerdings ohne schwerwiegende Schäden, ein zweites Mal am 11. Oktober 1914, als ein einzelnes, gerade erst fertiggestelltes Getreidesilo in Flammen stand. Das zerstörte Silo wurde umgehend wieder aufgebaut. Der dritte und größte Brand brach am 24. April 2007 aus und zerstörte den kompletten Silobereich (s. u.).
Am 28. Januar 1921 erfolgte die Fusion der Braunschweiger Roggenmühle AG mit der noch heute bestehenden Mühle Rüningen GmbH & Co. KG. Beim schwersten Bombenangriff auf Braunschweig am 15. Oktober 1944 wurde auch die Lehndorfer Mühle schwer beschädigt. Ihr Wiederaufbau wurde 1948 abgeschlossen. Zwischen 1952 und 1953 wurde die Mühle von Dampfbetrieb auf Elektrizität umgestellt.
1987 wurde der Betrieb der Mühle beendet und der Gesamtkomplex unter Denkmalschutz gestellt, die Nutzung der Silos für die Rüninger Mühle wurde jedoch noch bis 1999 fortgesetzt. Teile der Mühlentechnik wurden nach der Stilllegung 1987 nach Südafrika verkauft.

### Sanierung und Umbau
Erste Pläne für eine Neunutzung des Gebäudekomplexes gab es bereits Anfang der 1990er Jahre, sie wurden aber nicht umgesetzt. Schließlich begannen nach knapp 20 Jahren Leerstand Investoren 2006 mit Umbaumaßnahmen.

### Großbrand
Am Dienstagabend, dem 24. April 2007, kam es im Silotrakt der Mühle, der sich im nördlichen Gebäudeteil befand, aufgrund unsachgemäßer Schweiß- und Flexarbeiten zu einem Schwelbrand durch Funkenflug, der zunächst unentdeckt blieb. Aufgrund des trockenen Wetters sowie des Vorhandenseins von reichlich brennbarem Material (die Silos und große Teile der weiteren Einrichtung des Gebäudetrakts bestanden aus Holz), standen die siebenstöckigen, ca. 30 m hohen, Silos schnell in Flammen. Die Temperaturen am Brandherd erreichten um die 1000 °C, sodass Stahlträger im Gebäudeinneren an Festigkeit verloren. Die Löscharbeiten gestalteten sich schwierig und dauerten bis in die Abendstunden des 25. April. Insgesamt waren ca. 300 Feuerwehrleute aus Braunschweig und Umgebung sowie Einsatzkräfte des Technischen Hilfswerks beteiligt.
Da die eigenen Drehleitern  nicht hoch genug waren, wurden aus Hannover der Feuerwehrkran der dortigen Berufsfeuerwehr sowie der Teleskopmast aus dem Volkswagenwerk in Wolfsburg hinzugezogen. Beide verfügen über eine deutlich größere Arbeitshöhe und eine Löschwasserabgabeeinrichtung an ihrer Spitze. Auch die Beschaffung von Löschwasser gestaltete sich aufgrund der benötigten Mengen schwierig, da neben allen umliegenden Löschwasserhydranten auch die des rund 500 Meter entfernt gelegenen Rudolfplatzes und die auf dem Weg dorthin genutzt werden mussten. Um die Wasserschläuche legen zu können, wurde die Hildesheimer Straße auf diesem Abschnitt voll gesperrt.

#### Folgen des Brandes
Die Einsatzkräfte konnten den teilweisen Einsturz der Ost- und Westseite des Silokomplexes nicht verhindern. Um einem unkontrollierten Einsturz zuvorzukommen, wurden die Silos in den folgenden Tagen abgerissen.
Da es zwischen der zuständigen Denkmalschutzbehörde und dem Investor zu keiner Einigung zum Wiederaufbau des Silobereichs kam, wurde beschlossen, diesen nicht wiederherzustellen. Der Brand verzögerte die Eröffnung der umgebauten Lehndorfer Mühle um einige Monate auf Anfang 2008. Die Backsteinfassaden wurden einem speziellen Reinigungsverfahren unterzogen, Schadstellen im Mauerwerk ausgebessert und die gesamte Gebäudeaußenhaut anschließend versiegelt.

## Heutige Nutzung
Bis Jahresende 2011 kam es bezüglich des eingestürzten Silokomplexes zu keiner Einigung. Die restliche Fläche der Roggenmühle wurde ausgebaut: Neben Frisören und Arztpraxen sowie Büros und Praxen für Krankengymnastik und Physiotherapie, haben sich im unteren Teil drei Gastronomiebetriebe niedergelassen.